# Lacatoni
Lacatoni é uma empresa multinacional de vestuário e materiais desportivos portuguesa, fundada em Braga, no ano de 1988, por um grupo de amigos.   
Com sede em Frossos, Braga, esta empresa foi crescendo durante a década de 90 no ramo Desportivo/Têxtil. Começando por equipar clubes locais depressa conquistou vários clubes profissionais portugueses. Lacatoni também é a marca de uma academia de formação.  

## História

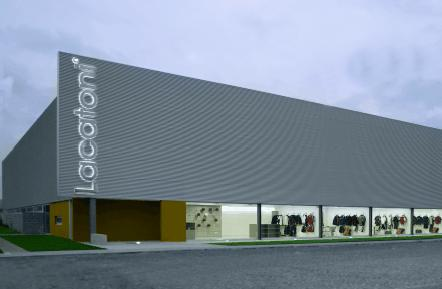
Sede da Lacatoni

A Lacatoni nasceu em 1988, em Braga. O nome deve-se aos seus fundadores.

## Mercado
Implantado-se principalmente no mercado nacional, a Lacatoni tem equipado algumas das principais equipas do futebol português mas também no estrangeiro. Presente em todas as modalidades desportivas de Norte a Sul do País, incluindo as Regiões Autónomas (Madeira e Açores). No mercado internacional exporta produtos para Espanha, França, Alemanha, Suíça, Holanda, Bélgica, Angola, Cabo Verde e Moçambique.

## Fornecimento e patrocínio

### Futebol

#### Seleções
- Portugal (arbitragem)
- Angola
- Moçambique

#### Clubes
Angola
- Petro de Luanda
- Progresso do Sambizanga

Galiza
- CD Choco

Moçambique
- Costa do Sol

Portugal
- Aves
- Carregado
- Chaves
- Farense
- Gil Vicente
- Trofense
- UDV
- Vitória de Setúbal
- Alverca
- Varzim

### Futsal/Andebol
- Sassoeiros

### Hóquei
- Hóquei de Braga

## Ligações Externas
- Site Oficial